# دهستان حومه (هرسین)
دهستان حومه نام دهستانی در بخش مرکزی شهرستان هرسین، استان کرمانشاه در ایران است. براساس سرشماری مرکز آمار ایران در سال ۱۳۸۵، جمعیت آن ۸۹۲۵ نفر (۱۹۵۲ خانوار) بوده‌است.